# 尼沙瓦区
尼沙瓦区是塞爾維亞東南部的行政区，行政中心为尼什。行政区面積为2,729平方公里，2022年人口数量为343,950人。

## 城市和市镇
尼沙瓦区的范围包括一个城市和6个市镇：
- 尼什（城市）
- 阿萊克西納茨
- 多列瓦茨
- 加金漢
- 梅羅希納
- 拉扎尼
- 斯夫爾利格